# Frölich Peak
Der Frölich Peak ist ein 1035 m hoher Berg an der Graham-Küste des Grahamlands im Norden der Antarktischen Halbinsel. Er ragt oberhalb des Holst Point am Kopfende der Beascochea-Bucht auf.
Teilnehmer der Fünften Französischen Antarktisexpedition (1908–1910) unter der Leitung des Polarforschers Jean-Baptiste Charcot kartierten ihn. Das UK Antarctic Place-Names Committee benannte ihn 1959 nach dem norwegischen Biochemiker Theodor Frølich (1870–1947), einem Pionier auf dem Gebiet der Erforschung des Skorbuts.